# پوگاچیوو
پوگاچیوو (انگلیسی: Pugachyovo) یک شهرک در شهرستان خایبولینسکی استان باشقیرستان کشور روسیه است.